# Mandebras
Mandebras är ett vattendrag i Belgien.   Det ligger i provinsen Luxemburg och regionen Vallonien, i den sydöstra delen av landet, 150 km sydost om huvudstaden Bryssel.
I omgivningarna runt Mandebras växer i huvudsak blandskog. Runt Mandebras är det ganska tätbefolkat, med 72 invånare per kvadratkilometer.